# Hünenbetten von Frellesvig
Die Hünenbetten von Frellesvig liegen auf einem Feld, nördlich des dänischen Dorfes Frellesvig, im Nordteil der Insel Langeland. Die beiden Hünenbetten liegen parallel in ost-westlicher Richtung und enthalten je zwei Dolmen, die quer im Hügel liegen (so genannte Querlieger). Es sind Anlagen der Trichterbecherkultur (TBK), die zwischen 3500 und 2800 v. Chr. entstanden. Neolithische Monumente sind Ausdruck der Kultur und Ideologie neolithischer Gesellschaften. Ihre Entstehung und Funktion gelten als Kennzeichen der sozialen Entwicklung.

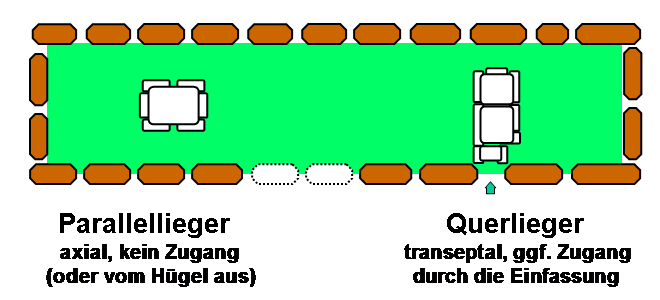
Quer- rechts – und Längslieger links

## Der Nordhügel
Das nördliche Hünenbett (DKC: 090209.10) ist etwa 65 m lang, 10 m breit, sehr gestört und zugewachsen. Von den Randsteinen des Hünenbettes, es waren auf jeder Langseite ursprünglich etwa 60, sind nur wenige erhalten. Man weiß, dass die beiden Kammern mit großen Decksteinen bedeckt waren. Von der um 1830 erfolgten Ausgrabung existiert die Beschreibung der damals besser erhaltenen Anlage. Nur die östliche der beiden Kammern besitzt in etwa noch ihre ursprüngliche Form. Man fand in jeder Kammer zwei Skelette, in einer zusätzlich eine Armschutzplatte aus Bein. Sie ist zweifach gelocht und mit einem Zick-Zack-Muster verziert, das in sieben Gruppen als jeweils dreifaches Linienband quer zur Platte verläuft.

## Der Südhügel
Der südliche Hügel ist etwa 12 m breit und heute 30 m lang. Seine ursprüngliche Länge ist unbekannt. Die Decksteine seiner beiden Kammern sind ebenfalls nicht mehr vorhanden.
Die westliche, besser erhaltene Kammer hat einen birnenförmigen  Grundriss und misst etwa 3,5 × 2,5 m. Zwischen den acht hohen Tragsteinen ist noch Trockenmauerwerk erhalten. Im Zugang der Kammer sind ein Tragsteinpaar und ein Schwellenstein zu erkennen. Von dem einst etwa 2,0 m langen Gang ist nur ein Tragsteinpaar übrig. Es besteht aus den Hälften eines großen, gespaltenen Steines. Die einander zugewandten Spaltflächen sind an den beiden Gangseiten erkennbar.
Die östliche Kammer ist stark zerstört. Sie war etwas größer und besaß ebenfalls den birnenförmigen Grundriss eines erweiterten Dolmens. Im Zugang steht ein noch ein Rahmenstein.
Beide Langbetten wurden um 1830 ausgegraben. Im südlichen fand man die Westkammer von zwei großen Decksteinen überdeckt, von denen nur der obere Teil aus dem Erdhügel ragte. In dieser Kammer lagen Skelettteile und drei Meißel aus Feuerstein. Die östliche Kammer enthielt eine flache, runde Bernsteinperle und Tongefäße aus der Zeit der Trichterbecherkultur.
In den Jahren 1966–68 führte das Langeland Museum eine erweiterte Ausgrabung des südlichen Dolmens durch. An den Langseiten beiderseits des Zugangs wurden Funde gemacht. Zum Vorschein kamen Tongefäße, die einst offenbar als Opfergabe auf die Randsteine gestellt worden waren.